# Michael Wallner
Pour les articles homonymes, voir Wallner.
Michael Wallner, né en 1958 à Graz, est un écrivain, acteur, scénariste et metteur en scène autrichien.

## Récompenses
- Phantastik Preis en 2001